# St-Lucien (Avernes)

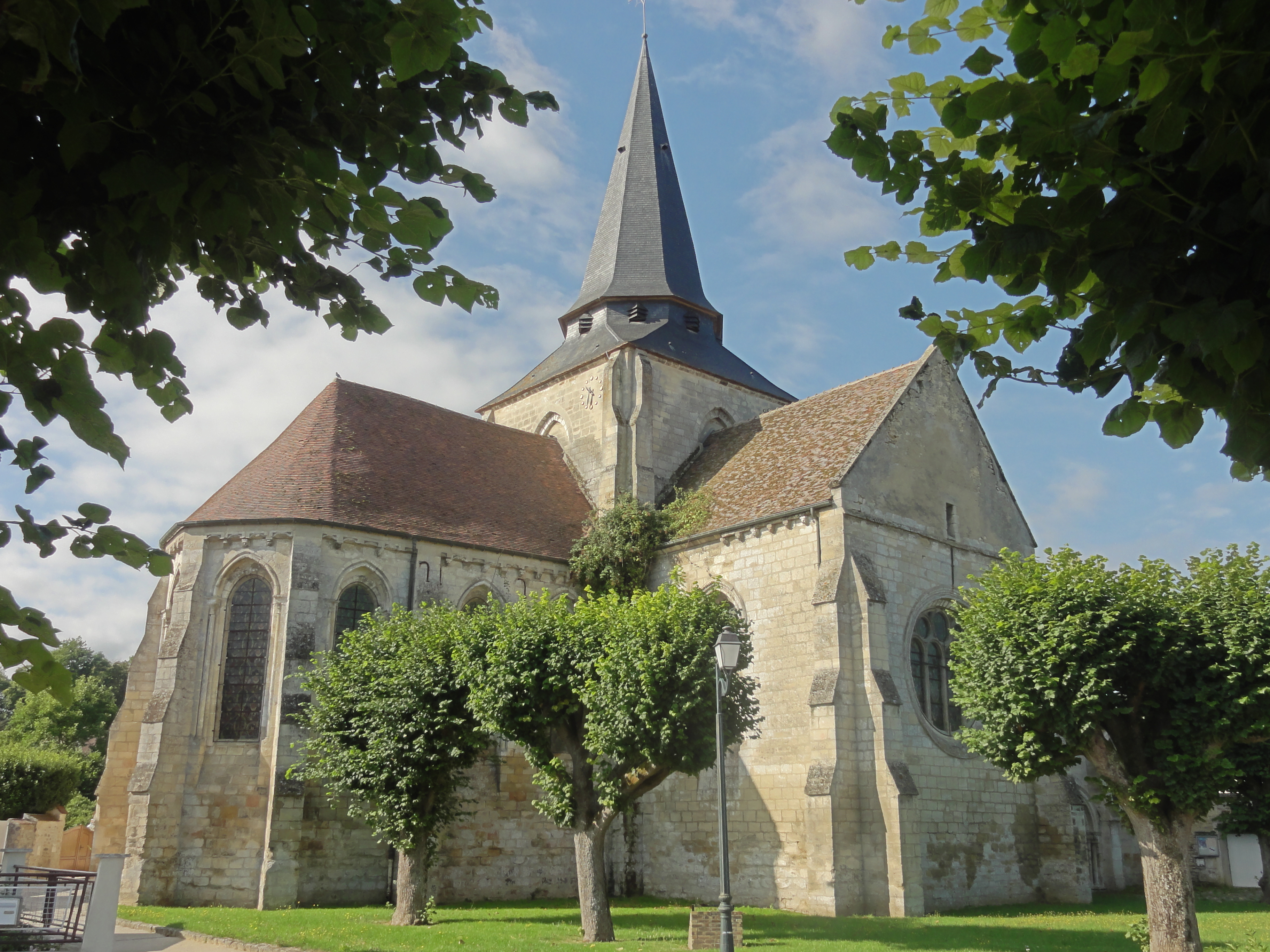
Kirche Saint-Lucien in Avernes von Nordosten

Die römisch-katholische Pfarrkirche St-Lucien in Avernes, einer französischen Gemeinde im Département Val-d’Oise in der Region Île-de-France, wurde ab dem 12. Jahrhundert errichtet. Das Bauwerk gehört heute zum Bistum Pontoise und steht seit 1945 als Monument historique auf der Liste der Baudenkmäler in Frankreich.

## Geschichte
Von der Kirche des 12. Jahrhunderts im Übergang von der Romanik zur Gotik ist nur noch das Portal erhalten. Im 13. Jahrhundert wurde die Kirche bereits gotisch erneuert und nach einem Brand im Jahr 1434 wurde sie wiederaufgebaut. Während der Hugenottenkriege wurde die Kirche im Jahr 1590 erneut zerstört und danach wurden im 17. Jahrhundert das Querhaus und der Chor neu eingewölbt. Das Kirchenschiff wurde im 19. Jahrhundert erneuert.

## Beschreibung

Grundriss

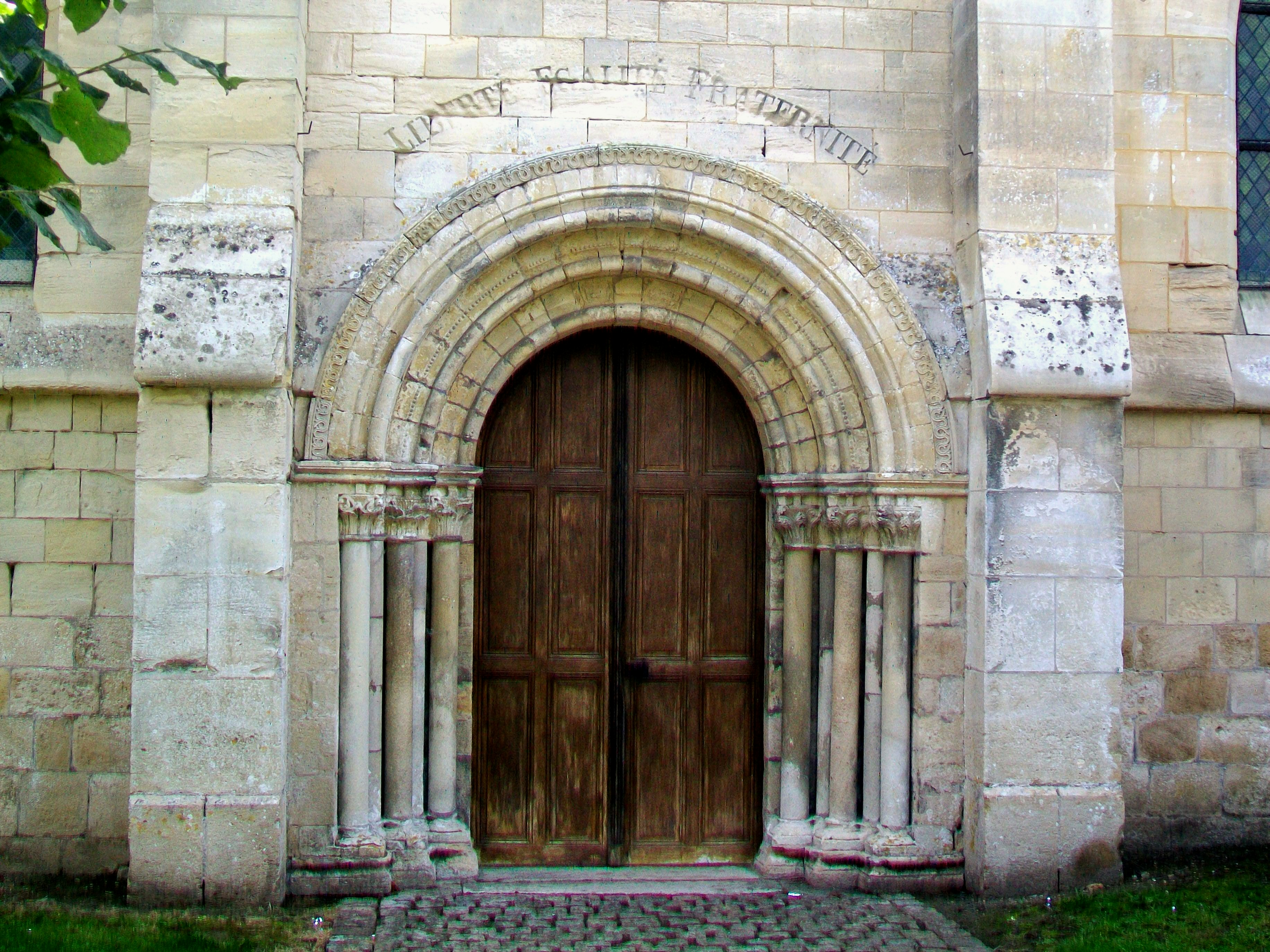
Romanisches Portal an der Nordseite des Langhauses, Mitte 12. Jh.

Die geostete Kirche hat einen kreuzförmigen Grundriss. Der sich ostwärts konisch verjüngende Chor, der gedrungene Vierungsturm und die aus je einem Joch bestehenden Querhausarme gehören entstanden im 12. und frühen 13. Jahrhundert im Stil der Frühgotik. Das Rundfenster der nördlichen Querhausstirn erhielt sein Maßwerk wesentlich später. Das Langhaus ist seit seiner Erneuerung im 15. Jahrhundert eine dreischiffige Pseudobasilika. Allerdings befindet sich in seiner nördlichen Seitenwand ein romanisches Portal, nach stilistischen Anzeichen wohl der älteste Teil dieser Kirche. Vom 13. oder 14. Jahrhundert bis ins 15. Jahrhundert war die Kirche wahrscheinlich eine Basilika, darauf weist ein Maßwerkfenster in der südlichen Hochschiffswand, das vom Schildbogen des Gewölbes etwas überdeckt wird. In der Westfassade ist am Nordseitenschiff die alte basilikale Dachkante zu erkennen.
Außer den Seitenschiffen ist die Kirche mit Rippengewölben gedeckt. Die Überdeckung des ehemaligen Obergadenfensters und die abgesehen von der Vierung einheitliche Rippenform deutet an, dass diese Gewölbe erst beim Umbau des 15. Jahrhunderts errichtet wurden.
Der Chor weist über seinem unregelmäßig polygonalen Schluss ein Schirmgewölbe auf, über dem angrenzenden Abschnitt ein sechsteiliges Doppeljoch. Alle übrigen Gewölbe sind Kreuzrippengewölbe, diese über dem Mittelschiff ausgesprochen querrechteckig.
Der quadratische Vierungsturm trägt einen sehr spitz zulaufendem achtseitigem Turmhelm.
Die Südfenster des Schiffs und sein großes Westfenster sind mit Maßwerk ausgestattet, die Nordfenster des Schiffs und die Fenster des Chors nicht. 

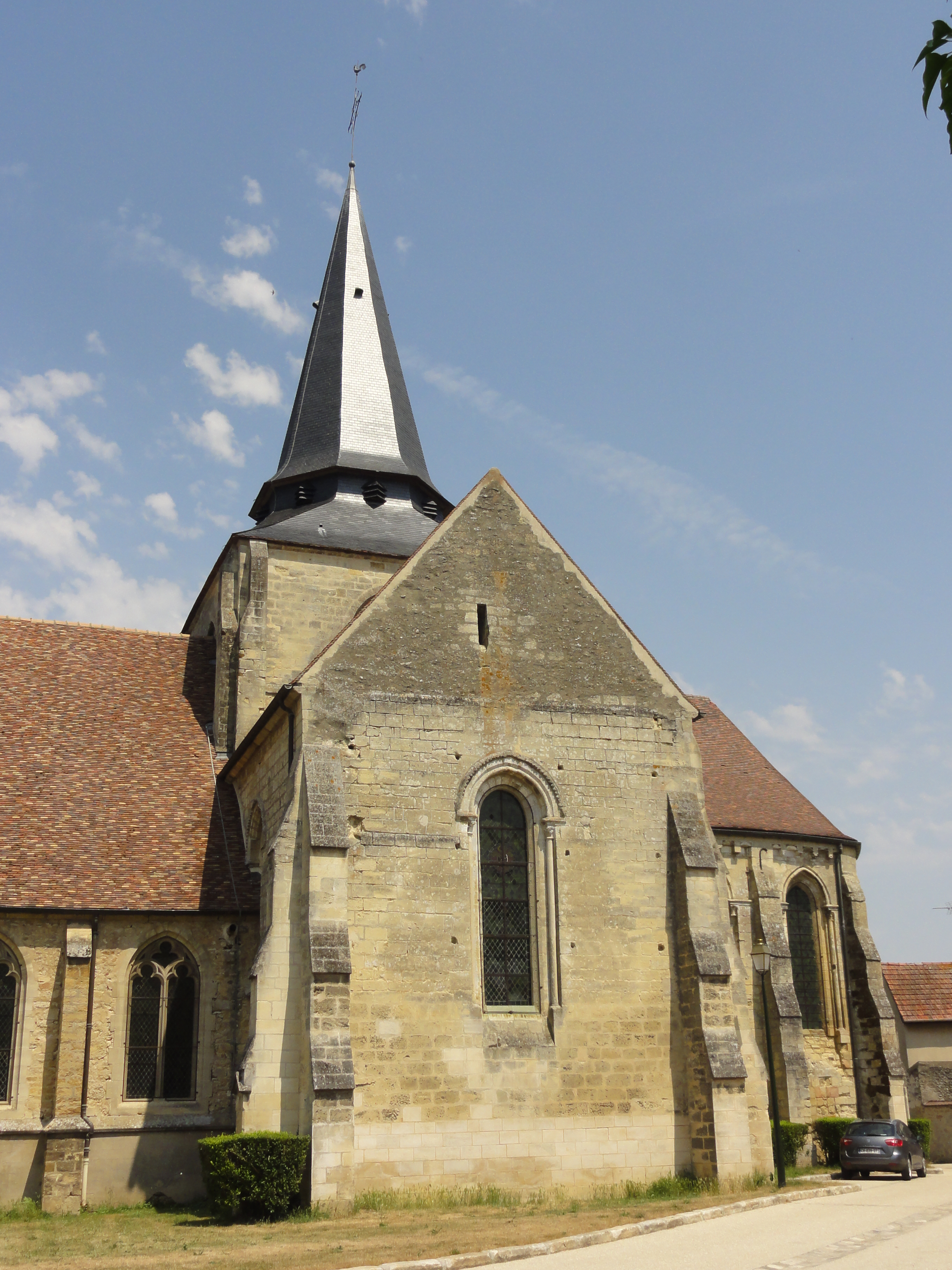
Chor und Querhaus frühgotisch, Langhausfenster hochgotisch
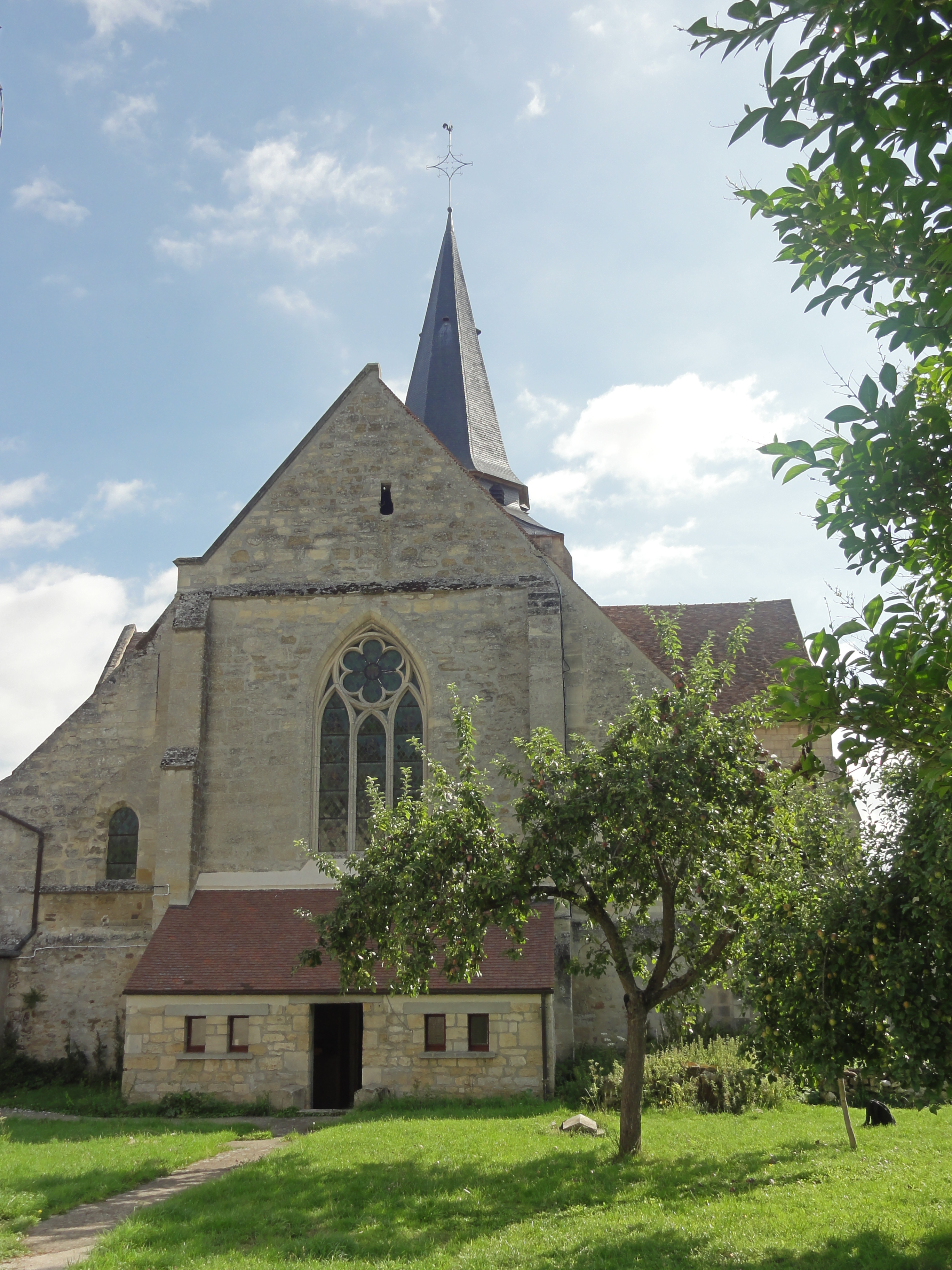
Westfassade mit Maßwerkfenster, am Seitenschiff Spur einer alten Dachkante
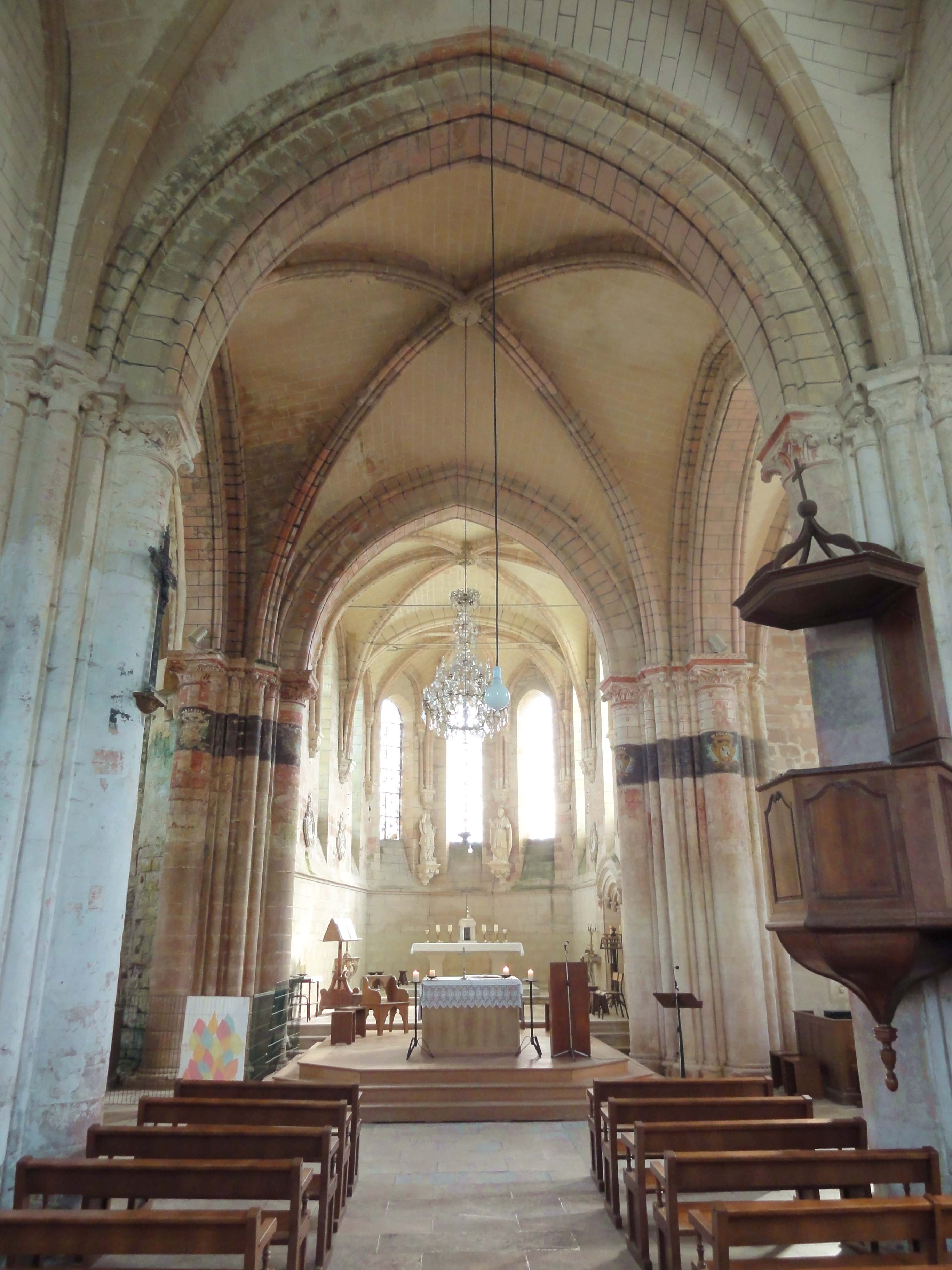
Vierung und Chor
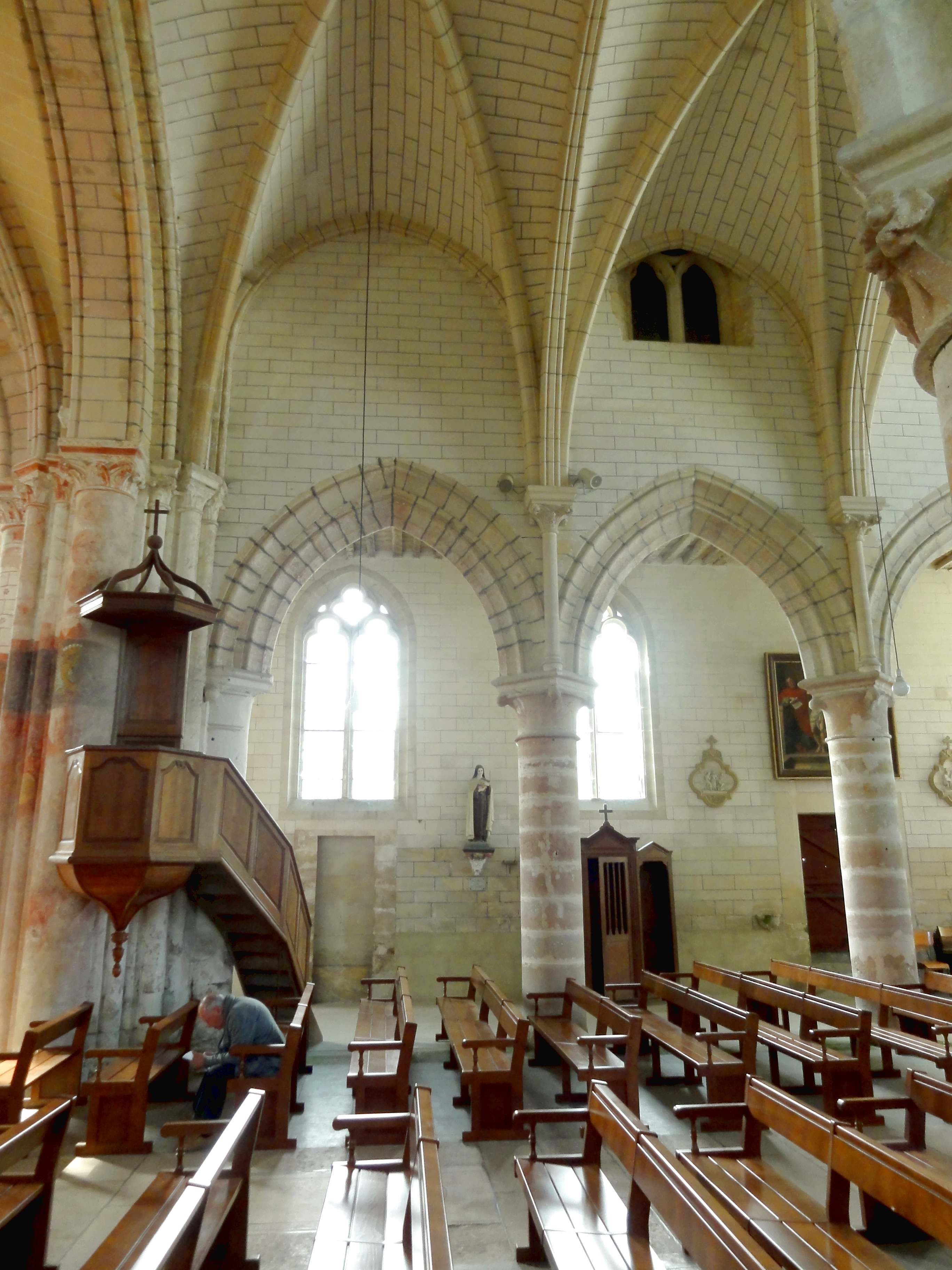
Südseite und ehem. Obergadenfenster mit Maßwerk

## Ausstattung
Siehe: Liste der Monuments historiques in Avernes#Liste der Objekte